# Foguang-Tempel (Mangshi)
Der Foguang-Tempel (chinesisch 佛光寺, Pinyin Foguang si, englisch Foguang Temple) ist ein buddhistischer Tempel der Zuodi-Schule (左底派,  Zuodi pai, englisch Zuodi Sect) des  Südlichen (bzw. Theravāda- oder Pali-) Buddhismus (chin. Shangzuobu Fojiao oder Nanchuan Fojiao) in der chinesischen Provinz Yunnan. Er befindet sich in der Großgemeinde Mangshi der kreisfreien Stadt Mang des Autonomen Bezirks Dehong der Dai und Jingpo im Westen Yunnans. Er wurde im 16. Jahr der Guangxu-Ära (1836) der Qing-Dynastie erbaut und 1983 renoviert.